# Senebkay
Weseribre Senebkay, egipatski faraon koji je vladao u drugom prijelaznom razdoblju, oko 1650. godine pr. n. e. Otkriće njegova groba 15. siječnja 2014. dokazalo je postojanje posebne dinastije u Abydosu, suvremenika XV.-XVI. dinastije. Otkriće dokazuje da Hiksi, semitski narod koji je stigao s juga današnje Sirije, nisu vladali cijelim Egiptom. Hiksi su osnovali petnaestu i šesnaestu egipatsku dinastiju. Ime faraona prije otkrića nije bilo poznato. Neki hijeroglifi iz faraonova imena pojavljuju se na Torinskom papirusu, dokumentu starom više od 3 000 godina, na kojemu se nalazi oko 300 faraonskih imena (Weser ... re). Na postojanje tzv. abidoske dinastije prvi je uputio Detlef Franke, a kasnije je teoriju dodatno razvio egiptolog Kim Ryholt 1997. godine. 

## Grobnica
Grobnicu su u južnom dijelu Abydosa otkrili Josef W. Wegner sa Sveučilišta u Pennsylvaniji i tim egipatskih arheologa. Grobnica se sastoji od četiri komore i ukrašena je vapnencem, slikama božica Izide, Nut, Neftis i Selket. Tijelo je otkriveno u drvenom sarkofagu unutar oštećene kamene grobnice. Tekst nađen unutar kraljevske kartuše glasi: "kralj Gornjeg i Donjeg Egipta, Woseribre, sin Re, Senebkay". Grob nije pokriven nikakvim nadgrobnim spomenikom i stoga je morao biti opljačkan u antičkom dobi. Faraon je bio visok oko 185 cm, a umro je u kasnim 40-ima.